# Castillo de La Guardia de Jaén

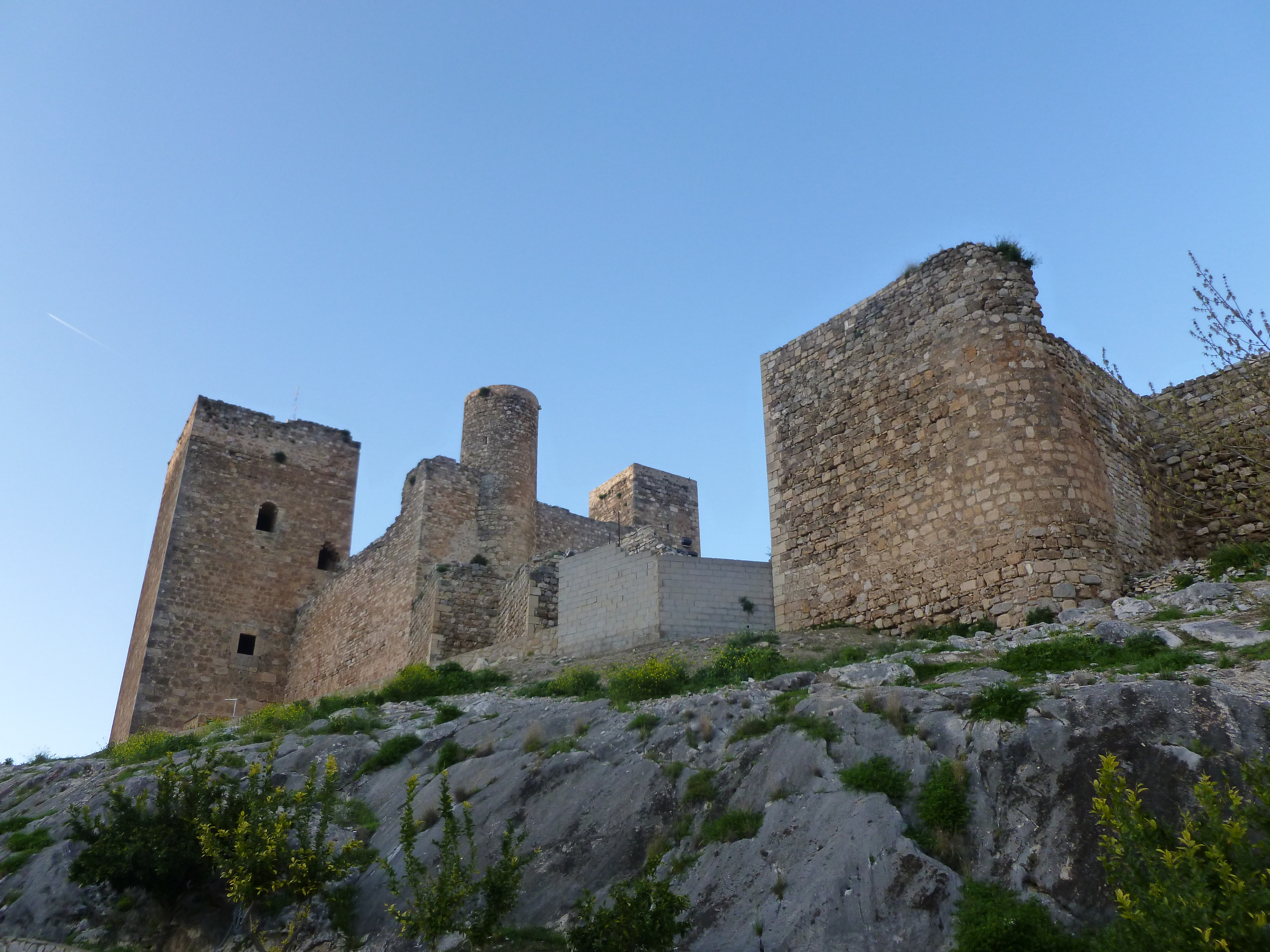
Vista general

El castillo de La Guardia de Jaén se ubica en la ladera este del cerro San Marcos, en dicho municipio, 10 km al sureste de la ciudad de Jaén, en España.

## Descripción
En el conjunto defensivo se edificó un amplio recinto en tapial de tierra, que será muy transformado en las reformas desarrolladas durante el siglo XII. Este recinto se encuentra estructurado en dos espacios individualizados y bien definidos: El Alcázar y La Alcazaba. Esta configuración se mantendrá intacta tras la conquista castellana, efectuándose solo modificaciones de importancia en El Alcázar.

### El Alcázar
El Alcázar es de planta rectangular y está defendido por varias torres de diferente fisonomía, y que se adaptan a la orografía del terreno. De las primitivas estructuras islámicas solo se conserva una torre, de planta circular, construida en mampostería, de la que parten dos lienzos de muralla elaboradas con tapial de tierra sobre basamento de mampostería, conservando uno de ellos el nivel de adarve, a través del cual se podía ingresar en la citada torre. 
Tras la conquista castellana, El Alcázar se reestructura sufriendo amplias transformaciones en su antigua fisonomía. Los lienzos de tapial se revisten o sustituyen por otros de mampostería. Por su parte, las torres se recrecen o se construyen otras nuevas. En el caso de la torre circular, esta se reeleva, conformando una estructura con tres niveles: los dos primeros, que son habitables, están cubiertos por sendas bóvedas de media naranja y se comunican entre sí mediante una escalera embutida en el muro de la torre. La sala intermedia contaba, además, con vanos que permitían el tránsito y la comunicación entre torres y adarves. 
Cada extremo de la fortaleza está protegido por una torre. La circular defiende el extremo Suroeste, y siguiendo en dirección sur, encontramos otra torre, esta de planta cuadrada y de pequeñas dimensiones; también fue reelevada y recubierta con una bóveda de cañón. La torre que ocupa el extremo Noreste presenta planta rectangular estructurada en dos niveles, el inferior está muy alterado por las restauraciones recientes, y el superior cubierto con una bóveda de cañón apuntada con arcos fajones. Finalmente, el extremo Noroeste estaba defendido por la Torre del Homenaje, de unos 35 metros de altura, que tiene planta cuadrada dividida en tres cuerpos. El nivel inferior es macizo y se adapta a la roca geológica en la que se apoya. El segundo nivel está cubierto por una bóveda gajada, configurando un espacio interno de planta octogonal, y en su alzado se abren cuatro vanos, uno de éstos es la puerta de acceso a la torre, y los otros tres son aspilleras, conservándose hoy solo uno, pues los demás se transformaron posteriormente en balcones miradores. Al tercer nivel y a la terraza se accedía a través de una escalera embutida en sus muros y cubierta con pequeñas bóvedas de cañón. La estancia que se abre en el tercer nivel estaba cubierta con una bóveda de nervios, iluminándose con cuatro vanos o aspilleras. 
El acceso al Alcázar se realizaba por dos puertas: una principal, y otra falsa o postigo. La primera, se sitúa en el lienzo oriental y actualmente se encuentra muy transformada debido a una restauración que la dotó de un arco de herradura. La segunda, se encuentra en el lienzo occidental junto a la Torre del Homenaje. 
En el interior del recinto se distinguen dos espacios claramente definidos. La zona de los aljibes y el patio. Los aljibes enclavados en el sector más meridional, son de diferentes épocas y fueron construidos con diferentes técnicas constructivas. En uno, de época islámica, se utilizó el tapial de cal y grava. En el otro, adosado al anterior y construido durante la conquista castellana, encontramos gruesos muros de mampostería. En el sector Norte del Alcázar se situaba la zona de patio. Se trata de un ámbito reducido que permite el acceso tanto a la Torre del Homenaje como a la que está justo enfrente de esta última.

### La Alcazaba
En cuanto a La Alcazaba, es el amplio espacio que encierran los lienzos de muralla que parten del Alcázar. Estos lienzos, fueron construidos con mampostería y rebajados a una sola cara, lo que indica que son revestimientos de antiguas estructuras fabricadas con un material menos duradero, como son el tapial y la tierra. El perfil quebrado de la línea amurallada permite su defensa, evitando así la construcción de torres defensivas, por lo que solo encontramos, en todo el trazado, una torre, y esta, construida en el lienzo oriental, destinada a la defensa de la puerta de acceso al conjunto. Para acceder a la fortaleza se creó un camino que, adosado a las murallas, llegaba hasta las inmediaciones de la puerta, y una vez atravesada esta, se ingresaba en un espacio cerrado de planta rectangular, que impedía el acceso directo al recinto interior.

## Historia

### El castillo y su entorno

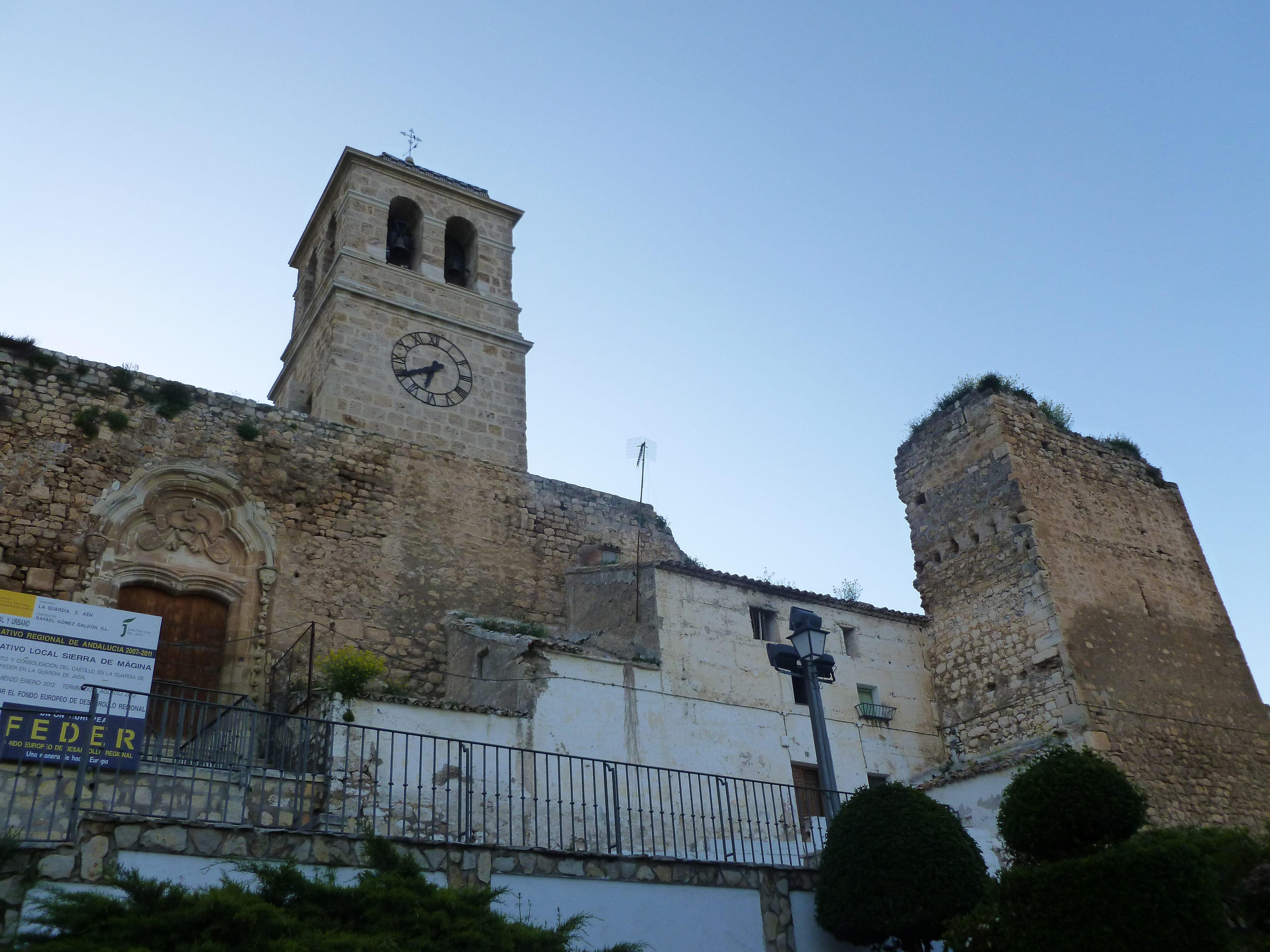
Parte de la muralla que encierra la alcazaba

A finales del siglo XIV La Guardia pierde su función eminentemente militar y estratégica, y se convierte en residencia palaciega. Se dota al conjunto de nuevas dependencias, transformando sobre todo El Alcázar. En él se construirá el pequeño patio interior descrito anteriormente y, apoyándose en la Torre del Homenaje y en la otra que delimita el patio, un nuevo edificio, que, aprovechando el desnivel orográfico, se estructura en dos niveles, uno inferior, a modo de bodega, y otro superior como estancia. Al mismo tiempo, se subdivide a la Torre del Homenaje en cuatro plantas, abriéndose numerosos vanos y modificándose los ya existentes con el fin de comunicar, iluminar y ventilar los nuevos espacios.
En el recinto exterior, se adorna la puerta de acceso con la construcción de una portada con arco conopial, ornamentado con los escudos heráldicos de la Casa de los Messía. 
También se construirá la Iglesia de Santa María, en el sector Noreste del recinto exterior. El templo es de planta rectangular, con seis capillas laterales, y su ábside aprovecha la única torre que existía, como ya vimos, en todo el recinto amurallado de la Alcazaba, y que defendía la puerta de acceso a la misma. A este edificio se le adosa una torre-campanario de nueva planta, apoyada en estructuras que configuraban el sistema de acceso al interior del recinto.
Aparte de estos edificios de uso residencial y palaciego, las excavaciones arqueológicas realizadas en el interior del conjunto han documentado una serie de dependencias construidas en los siglos XVI y XVII, como bodegas, almacenes, patios de tránsito, pasillos y cocinas, cuyo objetivo era el de dotar al Castillo-Palacio de áreas de servicio.

### Edad Antigua
Las estructuras defensivas fueron construidas, en su mayor parte, en época islámica, aunque posiblemente en el solar existiese un oppidum íbero-romano, dada la cantidad de materiales cerámicos adscribibles a esta época recuperados en la fortaleza. En cualquier caso, la ocupación medieval habría obliterado totalmente los vestigios anteriores.
La Guardia ha sido identificada con total fiabilidad la antigua ciudad de Mentes Bastia romana y visigoda, y la Mantisa de las fuentes árabes. Mantisa -según autores árabes- era una de las ciudades más antiguas de la Cora de Yayyan. El oppidum de la antigua Mentesa, mencionado por Plinio, fue destacamento romano de la Hispania Citerior. Era etapa en la calzada que, según el Itinerario de Antonino, se dirigía desde Acci (Guadix) a Cástulo y Aurgi (Jaén). Poseía sede episcopal de la que su primer obispo conocido fue el que asistió en el año 309 al concilio de Ilíberis. El último obispo del que tenemos noticia es Floro, en el año 693.
Todas las fuentes árabes coinciden en señalar que Mantisa estaba situada en un elevado promontorio y que poseía sólidas defensas que la hacían casi inexpugnable. Su agua era muy abundante y su tierra muy fértil para todo tipo de cultivos.

### Edad Media
La Primera Crónica General (siglo XIII) refiere que Tariq, durante la ocupación de la Península, dirigió sus ejércitos por la calzada romana que iba desde Astigi (Écija) a Toledo por Mentesa, la cual tomó y arrasó. Aunque, si esto fue así, su destrucción no pudo ser total, ya que se disponen de referencias posteriores del mismo siglo VIII. Además, en ella se asentaron tribus árabes, en concreto, los 'Uqaylíes. En el siglo IX, durante las continuas sublevaciones muladíes dirigidas por el rebelde 'Umar B. Hafsun, se cita en varias ocasiones a Mantisa, hasta que fue sometida junto a Muntilun (Hisn cercano a Martos) y Sumuntan. Las alteraciones que sufrió la división administrativa del territorio durante los primeros siglos de dominación musulmana hicieron que, al decaer la hegemonía de Mantisa, esta fuera relevada como posible capital de la Cora por Yayyan (Jaén).
La Guardia fue conquistada por los castellanos en la primera mitad del siglo XIII. Una vez que Jaén es conquistada, La Guardia cobra de nuevo gran importancia estratégica, ya que con el acuerdo tomado entre Fernando III y Muhammad I en las Capitulaciones de Jaén, la frontera nazarí quedaba establecida muy próxima al Castillo. Durante dos siglos y medio compartiría con Pegalajar la responsabilidad de defender este flanco de la frontera castellana.
Aunque en principio El Castillo de la Guardia era una posesión del Concejo de Jaén, y por lo tanto sus términos eran de realengo, ya en 1331 aparece La Guardia en poder de Don Lope Ruíz de Baeza, quien fundó mayorazgo en ella, y de cuyo señorío será despojado por Enrique II de Trastámara, a finales del siglo XIV, al tomar posición por Pedro I, en la guerra que enfrentó a los dos hermanastros. El nuevo monarca trastámara cedió el Castillo y su término a Ruíz González de Mexía a finales del siglo XIV. Una vez desaparecido el peligro nazarí, a partir de finales del siglo XV, el Castillo de La Guardia sufre diversas modificaciones que le hacen perder su función eminentemente militar y estratégica, para convertirlo en residencia palaciega. La familia Mexía (o Messía) lo tuvo en propiedad hasta la desaparición de los señoríos en el siglo XIX.

### Edad Moderna
El castillo estaba habitable cuando lo ocuparon las tropas napoleónicas, poco después sobrevendría su ruina como fortificación defensiva, pues zonas como el alcázar se mantuvieron en pie y perduran hoy en día.
Actualmente, el alcázar se encuentra en su mayoría restaurado o reformado, entre otras partes del conjunto como la Torre Campanario de la posterior Iglesia de Santa María Magdalena.